# 220

## Úmrtí
- 15. března – Cchao Cchao, vojenský vůdce a ministr dynastie Chan (* 155)

## Události
- papež kalixtus I. exkomunikuje Sabellia pro jeho modalistickou nauku
- Čína
  - Pád Dynastie Chan (Období tří říší), na severu Číny dynastie Wei formálně přebírá moc od oslabené dynastie Chan.

## Hlavy států
- Papež – Kalixtus I. (217–222) + Hippolytus, vzdoropapež (217–235)
- Římská říše – Heliogabalus (218–222)
- Parthská říše – Vologaisés VI. (207/208–227/228), Artabanos IV. (213–224)
- Kušánská říše – Vásudéva I. (190–230)
- Čína, dynastie Chan (206 př. n. l. – 220 n. l.) – císař Sien-ti (189–220)
- Japonsko (region Jamataikoku) – královna Himiko (175–248)